# Aleksy Subotko
Aleksy Subotko (ur. 2 lutego 1938 we wsi Jaryłówka koło Bobrownik, zm. 7 lipca 2019) – polski duchowny prawosławny, ksiądz mitrat Polskiego Autokefalicznego Kościoła Prawosławnego, wykładowca Prawosławnego Seminarium Duchownego w Warszawie.

## Życiorys
Przyszedł na świat jako syn Włodzimierza i Anastazji we wsi Jaryłówka koło Bobrownik. W 1958 ukończył Prawosławne Seminarium Duchowne w Warszawie, zaś w 1962 studia teologiczne w Chrześcijańskiej Akademii Teologicznej w Warszawie. W 1961 zawarł związek małżeński z Eugenią Szpyruk (zm. 2013). 5 kwietnia 1964 otrzymała święcenia diakońskie, zaś 12 kwietnia tego samego roku święcenia kapłańskie z rąk ks. arcybiskupa Jerzego (Korenistowa), locum tenens Metropolity Warszawskiego i całej Polski. Po święceniach został w 1964 mianowany na proboszcza parafii św. Michała Archanioła w Kodniu z filią w (Kopytowie), gdzie doprowadził do rozbudowy cerkwi i wybudowania budynku plebanii w Kodniu. W latach 1984–1989 był także dziekanem Okręgu Biała Podlaska z siedzibą w Kodniu. Następnie w latach 1989–1993 pełnił funkcje proboszcza parafii św. Apostoła Jana Teologa w Terespolu, zaś od 1993 do śmierci pozostawał jej rezydentem. W latach 1980–1992 ks. Aleksy Subotko był także nauczycielem w Wyższym Prawosławnym Seminarium Duchownym w Jabłecznej, gdzie wykładał teologię pastoralną, dogmatyczną i zasadniczą. Przez 25 lat ks. Subotko był także diecezjalnym spowiednikiem duchowieństwa diecezji lubelsko-chełmskiej PAKP.
Za swoją działalność na rzecz Cerkwi został nagrodzony między innymi mitrą w 2004, a także w tym samym roku w czasie obchodów 15-lecia restytuowania diecezji lubelsko–chełmskiej Orderem św. Marii Magdaleny II stopnia razem z ks. Wincentym Pugacewiczem. W 2014 otrzymał Order św. Marii Magdaleny II stopnia z ozdobami.

## Odznaczenia
- Medal św. Marii Magdaleny II stopnia[2]
- Medal św. Marii Magdaleny II stopnia z ozdobami[2]